# Извеков, Георгий Яковлевич
Георгий Яковлевич Изве́ков (24 февраля [8 марта] 1874, Калуга — 27 ноября 1937, Москва, Бутовский полигон) — русский знаток и собиратель русских народных песен, духовный композитор, священник, протоиерей, священномученик.

## Биография
Родился 24 февраля (8 марта) 1874 года в Калуге, в семье священника Якова Федоровича Извекова — кандидата богословия, окончившего Московскую духовную академию. Приходился дальним родственником Патриарху Пимену.
В 1894 году окончил Калужскую духовную семинарию и был единственным выпускником, направленным для продолжения богословского образования в Киевскую духовную академию, которую окончил со степенью кандидата богословия в 1898 году.
С 1898 года служил чиновником в экспедиции управляющего канцелярией Синода и в канцелярии Училищного совета при нём. С 1899 года — псаломщик в храме святителя Николая Чудотворца в Праге. В марте 1905 года был направлен псаломщиком в храм русской миссии в Гааге.
После рукоположения во иерея в феврале 1906 года он был назначен настоятелем храма Св. Александра Невского и законоучителем в Петербургский Александровский женский институт. Одновременно был законоучителем в женской гимназии принцессы Ольденбургской и с 1910 года регентом в Регентском училище, основанном дирижёром и музыковедом С. В. Смоленским.
В составе экспедиций Русского географического общества занимался сбором и аранжировкой обрядовых песен («Свадебные песни Калужской губернии»).
С 1913 года — ключарь в Берлинской посольской церкви. С началом мировой войны — священник санитарного поезда вплоть до 1917 года.
В 1917-1918 годах был делопроизводителем I Отдела Поместного Собора.
В 1918 году устроился сотрудником Московского областного союза кооперативных объединений.
С 1921 года — настоятель храма Донской иконы Божией матери в посёлке Перловка (ныне микрорайон г. Мытищи Московской области). В 1922 году составил детальное описание имущества храма, которое хранится в его личном деле, и «список из 12 предметов передаваемых уполномоченному Гохрана Петухову в помощь голодающим», который хранится в ЦГАМО. В 1926 году настоятелем храма стал Сергей Александрович Введенский, а отец Георгий — членом церковной общины.
В 1926-1930 годах состоял членом секции хоровых композиторов Общества драматических и музыкальных писателей (Драмсоюза), в которой потерявшие работу церковные регенты и композиторы могли получить финансовую поддержку. С 1930 года был сотрудником Всесоюзного управления охраны авторских прав.

### Первый арест
Впервые арестован 14 апреля 1931 года в Москве в числе многих священнослужителей по доносу некоего В.Сергеева, председателя поселкового «Союза безбожников» при клубе «Пролетарий» в селе Тайнинское. Агитация началась на заседании перловского поселкового Совета (протокол от 20 января 1930 г.); продолжалась на педсоветах, на родительских собраниях, на собраниях учащихся школы № 5 СЖД.:

«…церковь закрыть, …попа и дьякона Перловской церкви, председателя исполнительного органа церковной общины Афанасьева и других злостных церковников выселить из Мытищинского района, …моления всеми религиозными объединениями закрыть».
Храм предлагалось отдать под спортивный или детский клубы или школу ликбеза.
Заключённый в Бутырскую тюрьму, отец Георгий на следствии заявил:

Я ожидал своего ареста и даже хотел этого. Мне как священнику было неудобно, что другие страдают за веру Христову и идут за Него в ссылку, а я не испытываю лишений; поэтому я готов пострадать и даже умереть за имя Христово. По существу предъявленного мне обвинения в агитации против советской власти (ожидание переворота, желание уничтожить евреев и т. д.) показания давать отказываюсь.

При подписи протокола допроса написал: «Обвинения за собой не признаю».
Был осуждён Особым Совещанием при Коллегии ОГПУ 30 апреля за «систематическую антисоветскую агитацию, активную а/с деятельность, выражающуюся в организации нелегальных „сестричеств“ и „братств“, оказание помощи ссыльному духовенству» по статье 58-10 УК РСФСР. Приговорён к 3 годам ссылки через ПП ОГПУ в Северный край. С мая 1931 года ссылку отбывал в городе Котлас Архангельской области, затем, вплоть до 1933 года, в Великом Устюге Вологодской области и Усть-Сысольске Коми АССР. После освобождения вернулся в Перловку.

### Последний арест и мученическая кончина
22 июля 1937 года протоиерей Александр Лебедев, находясь под арестом, дал показания против Извекова. Будучи секретарем митрополита Сергия, он хорошо знал всех посещавших митрополита.
Повторно арестован 2 ноября 1937 года и заключен в Таганскую тюрьму в Москве. 15 ноября «дежурный» свидетель, клирик Знаменской церкви у Крестовской заставы Толузаков, дал показания против Извекова, обвинив того в ведении антисоветской агитации и распространении слухов о массовых арестах в СССР в различных церквях. На единственном (судя по материалам дела) допросе 16 ноября в ответ на реплику следователя: «Вы говорите неправду, следствию доподлинно известно, что вы распространяете клевету по адресу мероприятий Советской власти» — Отец Георгий заявил:

 …Да, среди окружающих меня лиц я говорил, что в СССР существует притеснение верующих, церкви закрывают, священников арестовывают и ссылают, нам приходится терпеть всевозможные лишения — всё это нам послано в наказание за наши грехи…
17 ноября 1937 года заместитель начальника Управления НКВД Московской области майор госбезопасности Якубович утвердил обвинительное заключение:

Произведенным по делу следствием установлено, что Извеков Георгий Яковлевич — поп, среди окружающих систематически проводит контрреволюционную агитацию и распространяет вымышленные контрреволюционные слухи. Извеков Г. Я. был связан с расстрелянным в 1937 г. за контрреволюционную деятельность попом-террористом Лебедевым Александром Васильевичем, с которым неоднократно встречался. В своей контрреволюционной агитации Извеков высказывает сочувствие испанским мятежникам, то есть фашистам, заявляя: «В Испании делается то же, что и в Абиссинии. Мятежники восторжествуют, испанских большевиков разобьют, а потом возьмутся за наших». Извеков Г. Я. заявил, что голосовать ходить не нужно за выставленных кандидатов в Верховный Совет Союза.
На основании вышеизложенного обвиняется:
Извеков Георгий Яковлевич, 1874 года рождения в том, что являлся подстрекателем антисоветских элементов на практическую контрреволюционную деятельность, распространял всевозможные контрреволюционные слухи о якобы производящихся в СССР массовых арестах, о гонении на верующих и духовенство, то есть в преступлении, предусмотренном ст. 58 п.10 УК РСФСР"

19 ноября 1937 года вышло постановление расстрелять Извекова Георгия Яковлевича. А 23 ноября 1937 года Тройка при УНКВД СССР по Московской области осудила его за «контрреволюционную фашистскую агитацию» по статье 58 пункту 10 УК РСФСР и приговорила к расстрелу. Приговор был приведён в исполнение 27 ноября 1937 года на Бутовском полигоне.

## Музыкальные произведения
- 20 народных песен. — М., 1900.
- Мелодии знаменного, киевского, греческого и болгарского распевов в систематизации и обработке Ю. Извекова. — Прага, 1907 («Благослови, душе моя» (для 1 и 2 хоров); «Кафизма: Блажен муж»; «Господи, воззвах. Догматик»; «Свете тихий. Прокимен»; «Ектений: сугубая и просительная»; «Богородице Дево»; «Бог Господь. Тропарь: Камени запечатану»; «Кафизмы. Седален»; «Полиелей: Хвалите имя Господне» (2-хорное); «Тропари на непорочнах: Ангельский собор»; «Прокимен: Ныне воскресну и проч.»; «Канон»; «То же в упрощенном виде»).
- Достойно есть (8 гласов, знаменного распева). — СПб., 1913;
- Бог Господь. Благообразный Иосиф. — СПб., 1913;
- Канон 1-го гласа (знаменного распева); Иже херувимы (обиходное); Исполла эти деспота (болгарского распева); О тебе радуется (глас 1, болгарского распева); Милость мира (великопостное); Благообразный Иосиф (болгарского распева); Христос воскресе (напев Волоколамского у. Московской губ.). — Петроград, 1914;
- Многая множества; Свете тихий; Богородице Дево; Херувимская песнь (Мотольская); Достойно есть (болгарского распева); Хотех слезами омыти; Хвалите имя Господне (2-хорное); Великое славословие; Днесь спасение миру; Воскрес из гроба // Сб. духовно-музыкальных песнопений современных авторов (изд. М. П. Киреев). № 12–15, 19. — Петроград, 1915–1916;
- Далеко от родимой сторонушки. — Петроград, 1915;
- Пасхальный концерт «Снизшел еси»; На реках Вавилонских (для смешанного хора); Да исправится (тенор соло и смешанный хор); «Милость мира» и «О тебе радуется» на литургии св. Василия Великого (для смешанного хора); Христос воскресе (для смешанного хора); Торжественные ирмосы и канон Рождеству Христову. — Петроград, 1916–1917;
- В издательстве «Живоносный источник» были переизданы репринтным способом сборники:

- На литургии. — М., 2004.
- Богородице Дево. — М., 2002.
- Утоли болезни; Да исправится // Да исправится молитва моя. Духовные сочинения русских композиторов. Вып. 1. — М., 1999; Ч. 2. — М., 2005.

## Канонизация
Архиерейский Собор Священного Синода Русской Православной Церкви 13-16 августа 2000 года вынес предварительное решение по канонизации священника. Священный Синод определением от 24 декабря 2004 года причислил протоиерея Георгия Извекова к лику священномучеников по представлению от Московской епархии.

## Реабилитация
По первому делу 1931 года реабилитирован 11 ноября 1991 года Прокуратурой СССР.
По второму делу 1937 года (за которое был расстрелян) реабилитирован 27 июня 1989 года Прокурором Московской области.

## Награды
- Камилавка (1917).
- Наперсный крест (1917) — по решению Священного Синода

## Семья
В 1902 году женился на Софье Андреевне Беляевой — старшей дочери ректора Вифанской духовной семинарии протоиерея Андрея Беляева; 4 февраля 1903 года у них родилась дочь Ксения, около 1905 года — сын Ростислав и в 1908 (или 1909) году — сын Игорь, погибший на войне.